# Tymolus daviei
Tymolus daviei is een krabbensoort uit de familie van de Cyclodorippidae. De wetenschappelijke naam van de soort is voor het eerst geldig gepubliceerd in 1997 door Tavares.